# 환일중학교
환일중학교(桓一中學校)는 대한민국 서울특별시 중구 만리동2가에 위치한 사립 중학교이다.

## 학교 연혁
- 1947년 6월 24일 : 김영순 장로, 설립자 김예환 박사 재단법인 균명중학교 설립
- 1947년 9월 26일 : 6년제 중학교 24학급 개교
- 1949년 5월 15일 : 초급 중학교 제1회 졸업식을 거행
- 1950년 6월 : 6.25 사변으로 부산에 임시 연락 사무소를 두고 학사 운영
- 1953년 8월 24일 : 개교
- 1957년 3월 : 시온관 건물 전소, 설립자 의지로 완전 복구
- 1957년 12월 10일 : 십자관 14교실 완공
- 1965년 5월 1일 : 봉학관 1500평 35개 교실 완공
- 1974년 3월 2일 : 균명 중고등학교에서 환일 중고등학교로 교명 변경
- 2012년 12월 4일 : 김은미 재단 이사장 취임
- 2015년 9월 1일 : 제19대 김은미 교장 취임

## 참고 자료
- 환일중학교 - 한국교육학술정보원 학교알리미